# Hans Wilhelmsson Ahlmann
Pour les articles homonymes, voir Ahlmann (homonymie).
Hans Jakob Konrad Wilhelmsson Ahlmann, né le 14 novembre 1889 à Karlsborg et mort le 10 mars 1974 à Stockholm, est un géographe, explorateur, glaciologue et diplomate suédois.

## Biographie
Né à Karlsborg, en Suède, Ahlmann grandit à Stockholm. Il étudie avec le professeur Gerard De Geer à l'Université de Stockholm et obtient son doctorat en 1915 avec une thèse sur le lac Ragundasjön en Suède. La même année, il devient professeur agrégé de géographie à l'Université de Stockholm. Il est nommé professeur agrégé de géographie à l'université d'Uppsala en 1920 et professeur à l'université de Stockholm de 1929 à 1950.
Il dirige une expédition au Nordaustlandet dans l'archipel du Svalbard au printemps 1931. En 1934, il retourne au Svalbard avec le professeur Harald Ulrik Sverdrup, pour explorer les glaciers du Spitzberg. Il examine le Vatnajökull en Islande en 1936 et dirige au cours de l'hiver 1939-1940 l'étude suédo-norvégienne des glaciers du Groenland. En 1946, il dirige des recherches sur les glaciers du mont Kebnekaise en Suède. Il est l'un des initiateurs de l'expédition antarctique norvégo-britannico-suédoise de 1949 à 1952 et chef du comité suédois de l'expédition.
En 1937, la Société géographique royale danoise lui décerne la médaille Hans Egede. Il est élu à l'Académie suédoise des sciences en 1939 et reçoit la même année la Médaille d'or de la British Royal Geographical Society. Au cours des années 1940, Ahlmann est une autorité internationale en matière de relation entre le climat et la taille des glaciers, concluant que les glaciers sont en retrait. Il reçoit la Médaille géographique Cullum de la Société américaine de géographie en 1950. Il est membre de plusieurs autres académies scientifiques, parmi lesquelles l'Académie prussienne des sciences et l' Académie Léopoldine.
Ahlmann, dont l'épouse norvégienne lui a donné un bon réseau de contacts en Norvège, était aussi membre de l'Association suédo-norvégienne pendant la Seconde Guerre mondiale et a été ambassadeur de Suède à Oslo de 1950 à 1956. De 1956 à 1960, il est président de l'Union géographique internationale.

## Hommages
Plusieurs lieux géographiques ont été nommés en son honneur dont :
- le Glacier Ahlmannfonna sur Nordaustlandet au Svalbard ;
- le Glacier Ahlmann dans le Seligmanfjorden (en) en Antarctique ;
- l'Ahlmann Ridge (en) en Terre de la Reine-Maud en Antarctique.

## Distinctions
- 1937 : Médaille Hans Egede
- 1939 : Médaille d'or de la British Royal Geographical Society
- 1941 : Médaille Vega
- 1950 : Médaille géographique Cullum